# Корчев (Белхатовський повіт)
Корчев (пол. Korczew) — село в Польщі, у гміні Белхатув Белхатовського повіту Лодзинського воєводства.
Населення — 169 осіб (2011).
У 1975—1998 роках село належало до Пйотрковського воєводства.

## Демографія
Демографічна структура станом на 31 березня 2011 року:
|          | Загалом | Допрацездатний вік | Працездатний вік | Постпрацездатний вік |
| -------- | ------- | ------------------ | ---------------- | -------------------- |
| Чоловіки | 85      | 21                 | 60               | 4                    |
| Жінки    | 84      | 14                 | 50               | 20                   |
| Разом    | 169     | 35                 | 110              | 24                   |